# Északi határvidék tartomány

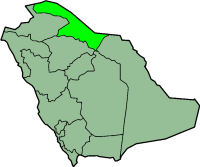
Északi határvidék tartomány elhelyezkedése Szaúd-Arábián belül

Északi határvidék tartomány (arabul منطقة الحدود الشمالية [Minṭaqat al-Ḥudūd aš-Šamāliyya]) Szaúd-Arábia tizenhárom tartományának egyike. Az ország északkeleti részén, az iraki határ mentén húzódik. Északnyugaton Jordánia, keleten Irak, délkeleten Keleti, délen Háil, nyugaton pedig Dzsauf határolja. Székhelye Arar városa. Területe 111 797 km², népessége a 2004-es népszámlálási adatok szerint 279 286 fő. Kormányzója Abdalláh bin Abd al-Azíz bin Muszáid Ál Szuúd herceg.

## Fordítás
Ez a szócikk részben vagy egészben  a   Liste der Provinzen Saudi-Arabiens című német Wikipédia-szócikk ezen változatának fordításán alapul.  Az eredeti cikk szerkesztőit annak laptörténete sorolja fel. Ez a jelzés csupán a megfogalmazás eredetét és a szerzői jogokat jelzi, nem szolgál a cikkben szereplő információk forrásmegjelöléseként.